# Paralelo 65 norte
El paralelo 65 norte es un paralelo que está 65 grados al norte del plano ecuatorial de la Tierra. Cruza el Océano Atlántico, Europa, Asia y América del Norte.
A esta latitud el día dura 22 horas con 2 minutos en el solsticio de junio y 3 horas con 35 minutos en el solsticio de diciembre.

## Alrededor del mundo
Comenzando en el meridiano de Greenwich y tomando la dirección este, el paralelo 65 norte pasa sucesivamente por:
| Coordenadas                        | País, territorio o mar | Notas                                                                           |
| ---------------------------------- | ---------------------- | ------------------------------------------------------------------------------- |
| 65°0′N 0°0′E / 65.000, 0.000       | Océano Atlántico       | Mar de Noruega                                                                  |
| 65°0′N 11°37′E / 65.000, 11.617    | Noruega                | Nord-Trøndelag; Nordland; Nord-Trøndelag                                        |
| 65°0′N 14°10′E / 65.000, 14.167    | Suecia                 |                                                                                 |
| 65°0′N 21°23′E / 65.000, 21.383    | Mar Báltico            | Golfo de Botnia                                                                 |
| 65°0′N 24°34′E / 65.000, 24.567    | Finlandia              | Isla de Hailuoto y continente                                                   |
| 65°0′N 29°36′E / 65.000, 29.600    | Rusia                  |                                                                                 |
| 65°0′N 34°48′E / 65.000, 34.800    | Mar Blanco             | Golfo de Onega                                                                  |
| 65°0′N 35°42′E / 65.000, 35.700    | Rusia                  | Islas Solovetsky                                                                |
| 65°0′N 35°51′E / 65.000, 35.850    | Mar Blanco             | Golfo de Onega                                                                  |
| 65°0′N 36°48′E / 65.000, 36.800    | Rusia                  | Península de Onega                                                              |
| 65°0′N 37°43′E / 65.000, 37.717    | Mar Blanco             | Bahía Dvina                                                                     |
| 65°0′N 40°19′E / 65.000, 40.317    | Rusia                  |                                                                                 |
| 65°0′N 179°53′E / 65.000, 179.883  | Mar de Bering          | Golfo del Anádyr                                                                |
| 65°0′N 175°52′O / 65.000, -175.867 | Rusia                  | Península de Chukchi                                                            |
| 65°0′N 172°13′O / 65.000, -172.217 | Estrecho de Bering     | Pasando justo al norte de Isla del Rey, Alaska, Estados Unidos                  |
| 65°0′N 166°41′O / 65.000, -166.683 | Estados Unidos         | Alaska                                                                          |
| 65°0′N 141°0′O / 65.000, -141.000  | Canadá                 | Yukon Territorios del Noroeste - pasando a través del Gran Lago del Oso Nunavut |
| 65°0′N 87°7′O / 65.000, -87.117    | Roes Welcome Sound     |                                                                                 |
| 65°0′N 86°12′O / 65.000, -86.200   | Canadá                 | Nunavut - Isla de Southampton                                                   |
| 65°0′N 83°17′O / 65.000, -83.283   | Foxe Basin             |                                                                                 |
| 65°0′N 78°3′O / 65.000, -78.050    | Canadá                 | Nunavut - Isla de Baffin                                                        |
| 65°0′N 66°30′O / 65.000, -66.500   | Cumberland Sound       |                                                                                 |
| 65°0′N 63°49′O / 65.000, -63.817   | Canadá                 | Nunavut - Península Cumberland, Isla de Baffin                                  |
| 65°0′N 63°27′O / 65.000, -63.450   | Estrecho de Davis      |                                                                                 |
| 65°0′N 51°48′O / 65.000, -51.800   | Groenlandia            | Fiskevandet                                                                     |
| 65°0′N 40°36′O / 65.000, -40.600   | Pikiulleq              |                                                                                 |
| 65°0′N 39°46′O / 65.000, -39.767   | Groenlandia            | Takiseeq                                                                        |
| 65°0′N 39°47′O / 65.000, -39.783   | Océano Atlántico       | Estrecho de Dinamarca                                                           |
| 65°0′N 23°14′O / 65.000, -23.233   | Islandia               |                                                                                 |
| 65°0′N 13°36′O / 65.000, -13.600   | Océano Atlántico       | Mar de Noruega                                                                  |